# Zwitserse Bondsraadsverkiezingen 1869
De Zwitserse Bondsraadsverkiezingen van 1869 vonden plaats op 10 december 1869, volgend op de federale parlementsverkiezingen van 31 oktober 1869.
De voltallige zittende Bondsraad werd herverkozen. Op dezelfde dag werd Victor Ruffy verkozen tot bondspresident van Zwitserland en Jakob Dubs tot vicevoorzitter van de Bondsraad voor het jaar 1870. Johann Ulrich Schiess werd bevestigd in zijn functie van bondskanselier van Zwitserland.

## Verloop van de verkiezingen
Ieder van de zeven zittende Bondsraadsleden stelde zich in december 1869 opnieuw kandidaat voor een nieuwe ambtstermijn van drie jaar. Emil Welti uit het kanton Aargau, op dat moment bondspresident, werd als eerste lid herkozen. Victor Ruffy uit het kanton Vaud werd als tweede lid verkozen en werd later die dag ook verkozen tot bondspresident voor het jaar 1870. Jakob Dubs uit het kanton Zürich werd als derde lid verkozen, gevolgd door Karl Schenk uit het kanton Bern als vierde verkozene, Melchior Josef Martin Knüsel uit het kanton Luzern als vijfde verkozene, Wilhelm Matthias Naeff uit het kanton Sankt Gallen als zesde verkozene en Jean-Jacques Challet-Venel uit het kanton Genève.
Johann Ulrich Schiess werd herverkozen als bondskanselier van Zwitserland.